# 木田 (福井市)
木田（きだ）は、福井県福井市の地区および地名。現行行政地名は木田一丁目から木田三丁目まで。郵便番号は918-8105。

## 地理

### 木田地区
あたごブロックに属し、以下の地名が木田地区に属している。
- 板垣
- 板垣町
- 一本木町
- 羽水
- 馬垣町
- 大町
- 春日
- 春日町
- 木田
- 木田町
- 下馬
- 下馬町
- 西板垣町
- 西木田
- 花堂東
- 別所町
- みのり

### 福井市木田
- 福井市の中央部に位置し、東に板垣と羽水、西と南に木田町と花堂東、北に春日と隣接している。

## 世帯数と人口
2018年（平成30年）5月1日現在の世帯数と人口は以下の通りである。
| 丁目       | 世帯数  | 人口    |
| ---------- | ------- | ------- |
| 木田一丁目 | 368世帯 | 1,000人 |
| 木田二丁目 | 123世帯 | 361人   |
| 木田三丁目 | 214世帯 | 632人   |
| 計         | 705世帯 | 1,993人 |

## 小・中学校の学区
市立小・中学校に通う場合、学区は以下の通りとなる。
| 丁目       | 番・番地等 | 小学校           | 中学校           |
| ---------- | ---------- | ---------------- | ---------------- |
| 木田一丁目 | 全域       | 福井市木田小学校 | 福井市明倫中学校 |
| 木田二丁目 | 全域       | 福井市木田小学校 | 福井市明倫中学校 |
| 木田三丁目 | 全域       | 福井市木田小学校 | 福井市明倫中学校 |

## 施設
- 福井市明倫中学校
- 福井市木田小学校
- ゲンキー 木田店